# Božurevac
Božurevac (en serbe cyrillique : Божуревац) est un village de Serbie situé dans la municipalité de Trstenik, district de Rasina. Au recensement de 2011, il comptait 252 habitants.

## Démographie
| 1948 | 1953 | 1961 | 1971 | 1981 | 1991 | 2002 | 2011 |
| ---- | ---- | ---- | ---- | ---- | ---- | ---- | ---- |
| 507  | 486  | 456  | 452  | 448  | 382  | 311  | 252  |

|  |